# Janusz Dobrosz
Janusz Konrad Dobrosz (Wieruszów; 7 de março de 1954) é um político da Polónia. Ele foi eleito para a Sejm em 25 de setembro de 2005 com 14655 votos em 3 no distrito de Wrocław, candidato pelas listas do partido Liga Polskich Rodzin.
Ele também foi membro da PRL Sejm 1989-1991, Sejm 1993-1997, Sejm 1997-2001, e da Sejm 2001-2005.